# Kenduskeag
Kenduskeag és una població dels Estats Units a l'estat de Maine (EUA). Segons el cens del 2000 tenia 1.171 habitants.

## Demografia
Segons el cens del 2000, Kenduskeag tenia 1.171 habitants, 470 habitatges, i 329 famílies. La densitat de població era de 26,9 habitants/km².
Dels 470 habitatges en un 31,1% hi vivien nens de menys de 18 anys, en un 56,2% hi vivien parelles casades, en un 9,4% dones solteres, i en un 29,8% no eren unitats familiars. En el 20,9% dels habitatges hi vivien persones soles el 6,6% de les quals corresponia a persones de 65 anys o més que vivien soles. El nombre mitjà de persones vivint en cada habitatge era de 2,49 i el nombre mitjà de persones que vivien en cada família era de 2,87.
Per edats la població es repartia de la següent manera: un 21,9% tenia menys de 18 anys, un 9,1% entre 18 i 24, un 32,2% entre 25 i 44, un 26,7% de 45 a 60 i un 10,1% 65 anys o més.
L'edat mediana era de 39 anys. Per cada 100 dones de 18 o més anys hi havia 95,7 homes.
La renda mediana per habitatge era de 34.632 $ i la renda mediana per família de 36.779 $. Els homes tenien una renda mediana de 27.404 $ mentre que les dones 20.556 $. La renda per capita de la població era de 15.815 $. Entorn del 9,1% de les famílies i el 8,9% de la població estaven per davall del llindar de pobresa.